# Zach Barack
Zach Barack (nascido em 17 de novembro de 1995) é um ator, cantor e comediante americano. Barack dá voz ao personagem Barney no programa de animação da Netflix, Dead End: Paranormal Park. Ele é conhecido como o primeiro ator abertamente transgênero em um filme da Marvel, Homem-Aranha: Longe de Casa.

## Juventude e educação
Barack nasceu em Evanston, Illinois e cresceu nos subúrbios.

## Carreira
Barack apareceu em Dead End: Paranormal Park da Netflix e em Homem-Aranha: Longe de Casa da Marvel. Ele também apareceu em episódios de Transparent e L.A.'s Finest. Ele escreve músicas e atua como comediante stand-up.

## Filmografia

### Cinema
| Ano  | Título                      | Personagem | Notas |
| ---- | --------------------------- | ---------- | ----- |
| 2019 | Homem-Aranha: Longe de Casa | Zach       |       |

### Televisão
| Ano  | Título                    | Personagem           | Notas                                 |
| ---- | ------------------------- | -------------------- | ------------------------------------- |
| 2019 | L.A.'s Finest             | Sam                  | 2 episódios                           |
| 2019 | Transparent               | Nico                 | Episódio: Transparent Musicale Finale |
| 2020 | The College Tapes         | Frankie Meeks        | 10 episódios                          |
| 2022 | Dead End: Paranormal Park | Barney Guttman (voz) | 19 episódios                          |